# Cistus crispus
La jara rizada o jaguarzo es una especie perteneciente a la familia de las cistáceas.

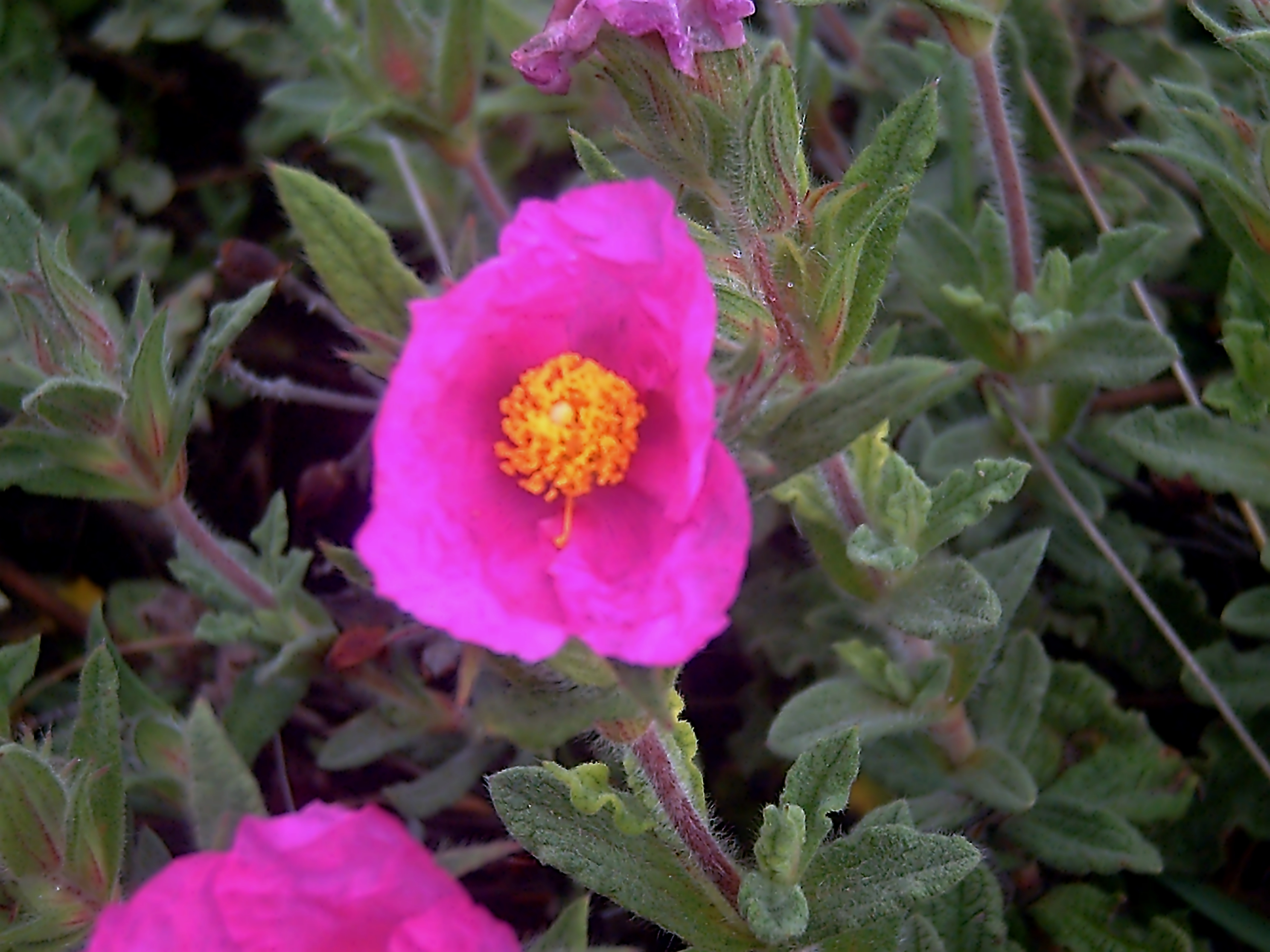
Detalle de la flor

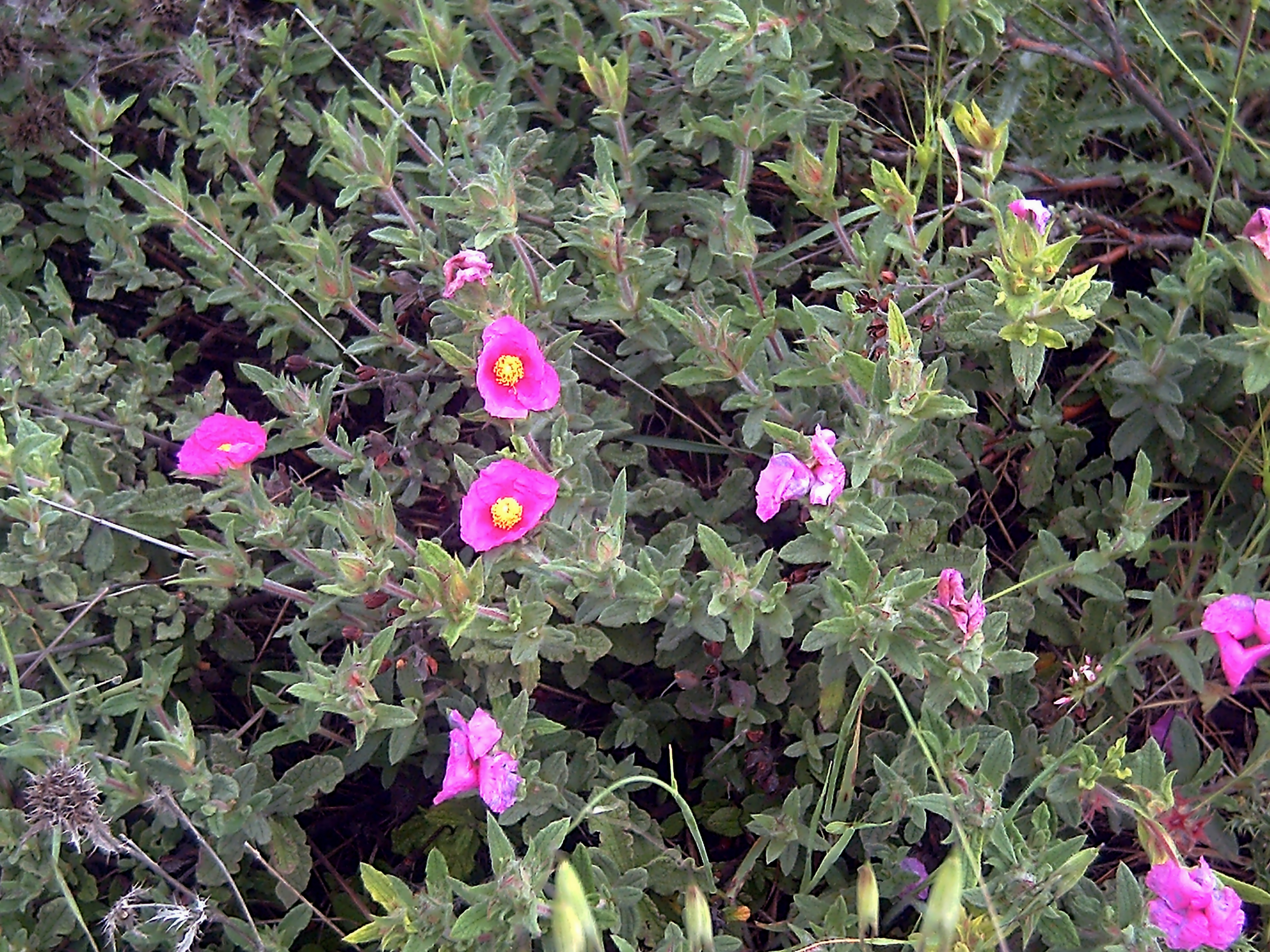
Vista de la planta en su hábitat

## Descripción
Es una pequeña planta de 40 a 50 cm de altura. Las hojas son pelosas, sentadas, con un margen rizado con nervios, con el haz de color verde algo rugoso y el envés de color más claro. Las flores de color púrpura o rosa, cortamente pediceladas, hermafroditas, solitarias o en grupos. Numerosos estambres. Pistilo con el estilo tan largo como los filamentos estaminales. Cáliz con 5 sépalos desiguales, densamente cubiertos de pelos. Fruto seco, tipo cápsula.

## Hábitat
En matorrales y claros de alcornocales, encinares o pinares, jarales y brezales. Puede aparecer sobre suelos rojos pedregosos, o arcillosos desde el nivel del mar hasta unos 900 m de altitud.

## Distribución
En la península ibérica en la parte suroccidental. Mediterráneo occidental y norte de África.

## Taxonomía
Cistus crispus fue descrita por Carlos Linneo y publicado en Species Plantarum 1: 524. 1753.
Etimología
Cistus: nombre genérico que deriva del griego kisthós latinizado cisthos = nombre dado a diversas especies del género Cistus L. Algunos autores pretenden relacionarla, por la forma de sus frutos, con la palabra griega kístē = "caja, cesta".
crispus: epíteto latino que significa "rizado".
Sinonimia
- Cistus crispus f. vestitus (Hook.f. ex E.F.Warb.) Dans.
- Cistus crispus f. warburgii Dans.
- Cistus crispus var. losae Pau
- Cistus crispus var. vestitus Hook.f. ex E.F.Warb.
- Cistus vulgaris var. crispus (L.) Spach
- Cistus vulgaris Spach[4]

## Nombres comunes
- Castellano: ardivieja, arrancasapos, carpazo, estepa, horgazo blanco, jaguarzo crespo, jaguarzo merino, jaguarzo morisco, jaguarzo prieto, jaguarzo ropero, jara crespa, jara estepa, jara macho, jara montesina, jara rizada, jogarzo, juagarzo, juagarzo prieto, juagarzo ropero, tomillo prieto.[5]
- achocasapos, jaguarzo prieto, jara rizada.[6]